# Taihe, Hechuan
Taihe (kinesiska: 太和) är en köping i sydvästra Kina. Den ligger i stadsdistriktet Hechuan i storstadsområdet Chongqing, omkring 78 kilometer nordväst om det centrala stadsdistriktet Yuzhong. Antalet invånare är 66 506. Befolkningen består av 33 128 kvinnor och 33 378 män. Barn under 15 år utgör 17,0 %, vuxna 15-64 år 68 %, och äldre över 65 år 14,0 %.